# Lăpușnicu Mare
Lăpușnicu Mare é uma comuna romena localizada no distrito de Caraș-Severin, na região de Banato. A comuna possui uma área de 123.81 km² e sua população era de 1844 habitantes segundo o censo de 2007.